# Toto le héros - Un eroe di fine millennio
Toto le héros - Un eroe di fine millennio è un film del 1991 scritto e diretto da Jaco Van Dormael, vincitore della Caméra d'or per la miglior opera prima al Festival di Cannes.

## Trama
Thomas, soprannominato Toto, è sempre stato convinto di essere stato scambiato alla nascita con un altro bambino, quindi di essere cresciuto in una famiglia diversa dalla sua famiglia legittima e di aver vissuto la vita di un altro. Quando, ormai vecchio, è ospite di una casa di riposo, comincia ad immaginare di poter uccidere colui che, secondo Toto, gli ha rubato la vita: un uomo ricco e piuttosto influente di nome Alfred. Il film è narrato con una serie di balzi nel tempo che seguono Thomas mentre ricorda la sua vita e segna il debutto alla regia del belga J. Van Dormael.

## Critica
(Marco Conti)

## Riconoscimenti
- 1991 – Festival di Cannes
  - Caméra d'or
- 1991 - Premio André Cavens
- 1991 – European Film Awards
  - Miglior film giovane
  - Miglior attore (Michel Bouquet)
  - Miglior sceneggiatura
  - Miglior fotografia
- 1992 – Premio César
  - Miglior film straniero